# Natalya Gorbanevskaya
Natalya Yevgenyevna Gorbanevskaya (Moscou, 26 de maio de 1936 — Paris, 29 de novembro de 2013) foi uma poeta, tradutora de literatura polaca e ativista dos direitos civis na Rússia. Ela foi uma das fundadoras e primeira editora de A Chronicle of Current Events (1968–1982). Em 25 de agosto de 1968, com sete outros, ele participou da manifestação da Praça Vermelha de 1968 contra a invasão soviética da Tchecoslováquia. Em 1970, um tribunal soviético a condenou à prisão em um hospital psiquiátrico. Recebeu alta do Hospital Psiquiátrico Especial de Cazã em 1972 e emigrou da URSS em 1975, estabelecendo-se na França.  

## Vida em Moscou
Gorbanevskaya nasceu em Moscou. Ela se formou na Universidade de Leningrado em 1964 e tornou-se editora e tradutora. Apenas nove de seus poemas foram publicados em jornais oficiais quando ela deixou a URSS em 1975; o restante circulou em particular ( samizdat) ou foi publicado no exterior (tamizdat). 

## Atividades dissidentes
Ela foi a fundadora e a primeira editora de A Chronicle of Current Events, uma publicação samizdat que focava na violação dos direitos humanos básicos na União Soviética. Sua contribuição foi compilar e editar os relatórios e, em seguida, escrever as seis primeiras cópias do problema, a cópia de "geração zero", para replicação e distribuição adicionais.
Ela também foi uma dos oito protestantes no comício da Praça Vermelha em 25 de agosto de 1968 contra a invasão soviética da Tchecoslováquia.
Em 1969, ele assinou um apelo ao Comitê de Direitos Humanos da ONU.
Em dezembro de 1969, ela foi presa. Em julho do ano seguinte, ela foi levada a julgamento e condenada por crimes nos termos do artigo 190-1. Gorbanevskaya foi condenada a internamento indefinido em um hospital psiquiátrico, onde seria tratada de "esquizofrenia lenta", um diagnóstico comumente aplicado a dissidentes. Ela recebeu alta do Hospital Psiquiátrico Especial de Cazã em fevereiro de 1972.

## Vida no exterior
Em dezembro de 1975, emigrou para Paris. Lá, a pedido dos psiquiatras franceses, eles a examinaram e descobriram que ela era mentalmente normal. Eles concluíram que em 1969-72 ela havia sido internada em um hospital psiquiátrico por razões políticas, não médicas. 
Em 2008, ela assinou a Declaração de Praga sobre consciência e comunismo europeus.
Em 29 de novembro de 2013, ela morreu em sua casa em Paris.

## Prémios
Em outubro de 2008, recebeu o Prêmio Marie Curie da Polônia.   No mesmo ano, foi nomeada pelo Angelus Central European Literature Award.
Em 22 de outubro de 2013, ela recebeu uma medalha honorária da Universidade Carolina de Praga por seu compromisso ao longo da vida na luta pela democracia, liberdade e direitos humanos.

## Livros e publicações
- «Lettre de Moscou» [Letter from Moscow]. Esprit (em francês). 375 (11): 509–510. Novembro de 1968
- Gorbanevskaya, Natalya (1970). Midi Place Rouge. Dossier de la manifestation du 25 août 1968 sur la Place Rouge [The Red Square at Noon: The case on the demonstration of 25 de agosto de 1968 at the Red Square] (em francês). Paris: Robert Laffont
- Gorbanevskaya, Natalia [Наталья Горбаневская] (1970). Полдень: Дело о демонстрации 25 августа 1968 года на Красной площади [Noon: The case on the demonstration of 25 de agosto de 1968 at the Red Square] (em russo). Frankfurt-on-Main: Посев [Seeding]
- Gorbanevskaya, Natalya (1972). Red Square at Noon. London: Andre Deutsch. ISBN 978-0233955179
- Gorbanevskaya, Natalya (1972). Poems. Manchester: Carcanet Press. ISBN 978-0-85635-002-3
- «Fourteen poems». Index on Censorship. 1 (1): 107–116. Março de 1972. doi:10.1080/03064227208532158
- «What grief». The Massachusetts Review. 16 (4). 625 páginas. 1975
- «Recollection». The Massachusetts Review. 16 (4). 626 páginas. 1975
- «Twelve poems». Index on Censorship. 6 (1): 37–40. Janeiro de 1977. doi:10.1080/03064227708532601
- «Writing for 'samizdat'». Index on Censorship. 6 (1): 29–36. Janeiro de 1977. doi:10.1080/03064227708532600
- Gorbanevskaya, Nathalia (1982). «Témoignage». In:  Galanskov, Youri. Le manifeste humain précédé par les témoignages de V. Boukovsky, N. Gorbanevskaïa, A. Guinzbourg, E. Kouznetsov [Human manifesto preceded by testimonies of V. Bukovsky, N. Gorbanevskaya, A. Ginzburg, E. Kuznetsov] (em francês). Lausanne: Editions L'Age d'Homme. pp. 32–39. ISBN 978-2825109205
- «Samizdat et Internet» [Samizdat and Internet]. Revue Russe (em francês). 33 (1): 137–143. 2009